# Zadniki

Lega kraja v Atlasu okolja

Zadniki so razloženo naselje v zahodnem delu Slemen na jugozahodu Velikolaščanske pokrajine. Spadajo pod občino Ribnica.
Sestavljajo ga trije zaselki. Osrednji so Zadniki na ravnici travnatega razvodnega hrbta, 500 m zahodneje so Mlake, pod njimi pa je ob Pugleškem grabnu Avžlah.